# Capua ceramica
Capua ceramica is een vlinder uit de familie van de bladrollers (Tortricidae). De wetenschappelijke naam van de soort is voor het eerst geldig gepubliceerd in 1908 door Oswald B. Lower aan de hand van een specimen afkomstig uit Monbulk nabij Melbourne (Australië).